# بی‌تو باتو
بی‌تو باتو نام آلبوم چهارم گروه آریان است که در خرداد ۱۳۸۷ منتشر شد.

## فهرست ترانه‌ها
1. «قاصدک» (۴:۱۳)
2. «تب» (۳:۲۸)
3. «نوری تا ابدیت» (بگو دوستت دارم)، با همراهی کریس دی برگ (۳:۲۲)
4. «لحظه‌ها» (۲:۵۲)
5. «کی بجز من» (۳:۰۰)
6. «هنوز برام همونی» (۳:۳۴)
7. «بی‌تو باتو» (۲:۴۴)
8. «من اگه جای تو بودم» (۳:۸)
9. «نگو!» (۳:۰۱)
10. «ساحل» (۳:۵۰)
11. «خواب ناز» (۴:۱۵)
12. «ای جاویدان ایران» (۲:۴۰)
13. «اون روزا» (۳:۵۳)
14. «نگو! (ریمیکس)» (۳:۳۰)

## قطعات تصویری
1. نوری تا ابدیت
2. نگو!
3. قاصدک
4. نا گفته‌های آریان